# Líssos
Le Líssos (grec moderne : Λίσσος), également connu sous le nom de Filioúris (Φιλιούρης), est un fleuve coulant en Thrace occidentale, en Grèce. Sa longueur est d'environ 58 km. Le cours d'eau prend sa source dans la partie orientale des Rhodopes, à proximité des villages de Myrtís et de Vyrsí, et se jette dans le golfe d'Anichtón, dans la mer de Thrace, à proximité des villages d'Ímeros et d'Ambelákia (el), au sein du parc national de Macédoine-Orientale-et-Thrace. Le fleuve a un bassin versant d'environ 800 km2.